# 마이크로소프트 마종
마이크로소프트 마종(Microsoft Mahjong, 과거 이름: Mahjong Titans)은 마이크로소프트가 출시한 컴퓨터 게임이다. 짝이 맞는 카드를 한 쌍씩 없애서 보드의 모든 카드를 없애게 되면 이기는 마작 패 맞추기 게임이다.
마종 타이탄스(Mahjong Titans)라는 이름으로 오베론 게임즈가 개발한 뒤 윈도우 비스타, 윈도우 7(스타터, 홈 베이직 에디션 제외)에 포함되었다. 윈도우 8에는 포함되지 않았으나 윈도우 앱의 아카디움이라는 별도 버전으로 배포되었다.